# Massimo Briaschi
Massimo Briaschi (Lugo di Vicenza, Provincia de Vicenza, Italia, 12 de mayo de 1958) es un exfutbolista italiano. Se desempeñaba en la posición de delantero.

## Selección nacional
Fue internacional con la selección de fútbol sub-21 de Italia en 4 ocasiones. Debutó el 20 de diciembre de 1978, en un encuentro ante la selección sub-21 de España que finalizó con marcador de 1-0 a favor de los italianos.

## Clubes
| Club            | País   | Año         |
| --------------- | ------ | ----------- |
| Vicenza Calcio  | Italia | 1975 - 1979 |
| Cagliari Calcio | Italia | 1979 - 1980 |
| Vicenza Calcio  | Italia | 1980 - 1982 |
| Genoa C. F. C.  | Italia | 1982 - 1984 |
| Juventus F. C.  | Italia | 1984 - 1987 |
| Genoa C. F. C.  | Italia | 1987 - 1990 |
| A. C. Prato     | Italia | 1990        |

## Palmarés

### Campeonatos nacionales
| Título  | Club           | País   | Año     |
| ------- | -------------- | ------ | ------- |
| Serie B | Vicenza Calcio | Italia | 1976-77 |
| Serie C | Vicenza Calcio | Italia | 1981-82 |
| Serie A | Juventus F. C. | Italia | 1985-86 |

### Copas internacionales
| Título                | Club           | País   | Año     |
| --------------------- | -------------- | ------ | ------- |
| Supercopa de Europa   | Juventus F. C. | Italia | 1984    |
| Liga de Campeones     | Juventus F. C. | Italia | 1984-85 |
| Copa Intercontinental | Juventus F. C. | Italia | 1985    |